# Stemodia vandellioides
Stemodia vandellioides är en grobladsväxtart som först beskrevs av George Bentham, och fick sitt nu gällande namn av V.C.Souza. Stemodia vandellioides ingår i släktet Stemodia och familjen grobladsväxter. Inga underarter finns listade i Catalogue of Life.